# 灰小羚羊
灰小羚羊（学名：Sylvicapra grimmia）也称灰麂羚、灰霓羚、灰遁羚，是偶蹄目牛科普通小羚羊属中唯一的一种，广泛分布于撒哈拉以南非洲的热带草原。